# Royal Rumble 2002
Royal Rumble (2002) was een professioneel worstel-pay-per-view (PPV) evenement dat georganiseerd werd door de World Wrestling Federation (WWF, nu WWE). Het was de 15e editie van Royal Rumble en vond plaats op 20 januari 2002 in het Philips Arena in Atlanta, Georgia. Dit was het laatste Royal Rumble evenement onder de naam WWF.

## Matches
| Nr. | Match                                                                                      | Winnaar(s)          | Opmerkingen                                                                                    | Bron  |
| --- | ------------------------------------------------------------------------------------------ | ------------------- | ---------------------------------------------------------------------------------------------- | ----- |
| 1   | Spike Dudley & Tazz (c) vs. The Dudley Boyz (Bubba Ray & D-Von Dudley) (met Stacy Keibler) | Spike Dudley & Tazz | Tag Team match voor het WWF Tag Team Championship. Spike Dudley & Tazz wonnen door submission. | [ 2 ] |
| 2   | William Regal vs. Edge (c)                                                                 | William Regal (nc)  | Eén-op-één match voor het WWF Intercontinental Championship                                    | [ 2 ] |
| 3   | Trish Stratus (c) vs. Jazz                                                                 | Trish Stratus       | Eén-op-één match voor het WWF Women's Championship met Jacqueline als Special Guest Referee.   | [ 2 ] |
| 4   | Ric Flair vs. Mr. McMahon                                                                  | Ric Flair           | Street Fight. Flair won door submission.                                                       | [ 2 ] |
| 5   | Chris Jericho (c) vs. The Rock                                                             | Chris Jericho       | Eén-op-één match voor het Undisputed WWF Championship.                                         | [ 2 ] |
| 6   | 30-man Royal Rumble match voor een Undisputed WWF Championship match op WrestleMania X8.   | Triple H            | Triple H won door Kurt Angle als laatste te elimineren.                                        | [ 2 ] |

### Royal Rumble match
| Nr. | Entree                  | Orde | Geëlimineerd door                   | Eliminaties | Tijd  | Bron  |
| --- | ----------------------- | ---- | ----------------------------------- | ----------- | ----- | ----- |
| 1   | Rikishi                 | 6    | The Undertaker                      | 1           | 13:39 | [ 3 ] |
| 2   | Goldust                 | 4    | The Undertaker                      | 0           | 12:52 | [ 3 ] |
| 3   | Big Boss Man            | 1    | Rikishi                             | 0           | 03:05 | [ 3 ] |
| 4   | Bradshaw                | 3    | Billy Gunn                          | 0           | 07:17 | [ 3 ] |
| 5   | Lance Storm             | 2    | Al Snow                             | 0           | 04:46 | [ 3 ] |
| 6   | Al Snow                 | 5    | The Undertaker                      | 1           | 05:12 | [ 3 ] |
| 7   | Billy Gunn              | 7    | The Undertaker                      | 1           | 03:37 | [ 3 ] |
| 8   | The Undertaker          | 10   | Maven                               | 7           | 07:40 | [ 3 ] |
| 9   | Matt Hardy              | 9    | The Undertaker                      | 0           | 04:16 | [ 3 ] |
| 10  | Jeff Hardy              | 8    | The Undertaker                      | 0           | 01:30 | [ 3 ] |
| 11  | Maven                   | 11   | The Undertaker                      | 1           | 03:34 | [ 3 ] |
| 12  | Scotty 2 Hotty          | 12   | Diamond Dallas Page                 | 0           | 02:36 | [ 3 ] |
| 13  | Christian               | 16   | Stone Cold Steve Austin             | 1           | 12:14 | [ 3 ] |
| 14  | Diamond Dallas Page     | 13   | Christian                           | 1           | 05:15 | [ 3 ] |
| 15  | Chuck Palumbo           | 17   | Stone Cold Steve Austin             | 2           | 09:04 | [ 3 ] |
| 16  | The Godfather           | 15   | Chuck Palumbo                       | 0           | 01:48 | [ 3 ] |
| 17  | Albert                  | 14   | Chuck Palumbo                       | 0           | 00:48 | [ 3 ] |
| 18  | Perry Saturn            | 18   | Stone Cold Steve Austin             | 0           | 02:57 | [ 3 ] |
| 19  | Stone Cold Steve Austin | 27   | Kurt Angle en Mr. Perfect           | 7           | 26:46 | [ 3 ] |
| 20  | Val Venis               | 19   | Stone Cold Steve Austin             | 0           | 02:58 | [ 3 ] |
| 21  | Test                    | 20   | Stone Cold Steve Austin             | 0           | 01:42 | [ 3 ] |
| 22  | Triple H                | -    | Winnaar                             | 4           | 23:14 | [ 3 ] |
| 23  | The Hurricane           | 21   | Stone Cold Steve Austin en Triple H | 0           | 00:39 | [ 3 ] |
| 24  | Faarooq                 | 22   | Triple H                            | 0           | 00:36 | [ 3 ] |
| 25  | Mr. Perfect             | 28   | Triple H                            | 1           | 15:18 | [ 3 ] |
| 26  | Kurt Angle              | 29   | Triple H                            | 2           | 16:09 | [ 3 ] |
| 27  | Big Show                | 23   | Kane                                | 0           | 02:45 | [ 3 ] |
| 28  | Kane                    | 24   | Kurt Angle                          | 1           | 01:02 | [ 3 ] |
| 29  | Rob Van Dam             | 25   | Booker T                            | 0           | 02:12 | [ 3 ] |
| 30  | Booker T                | 26   | Stone Cold Steve Austin             | 1           | 00:33 | [ 3 ] |